# Kolo

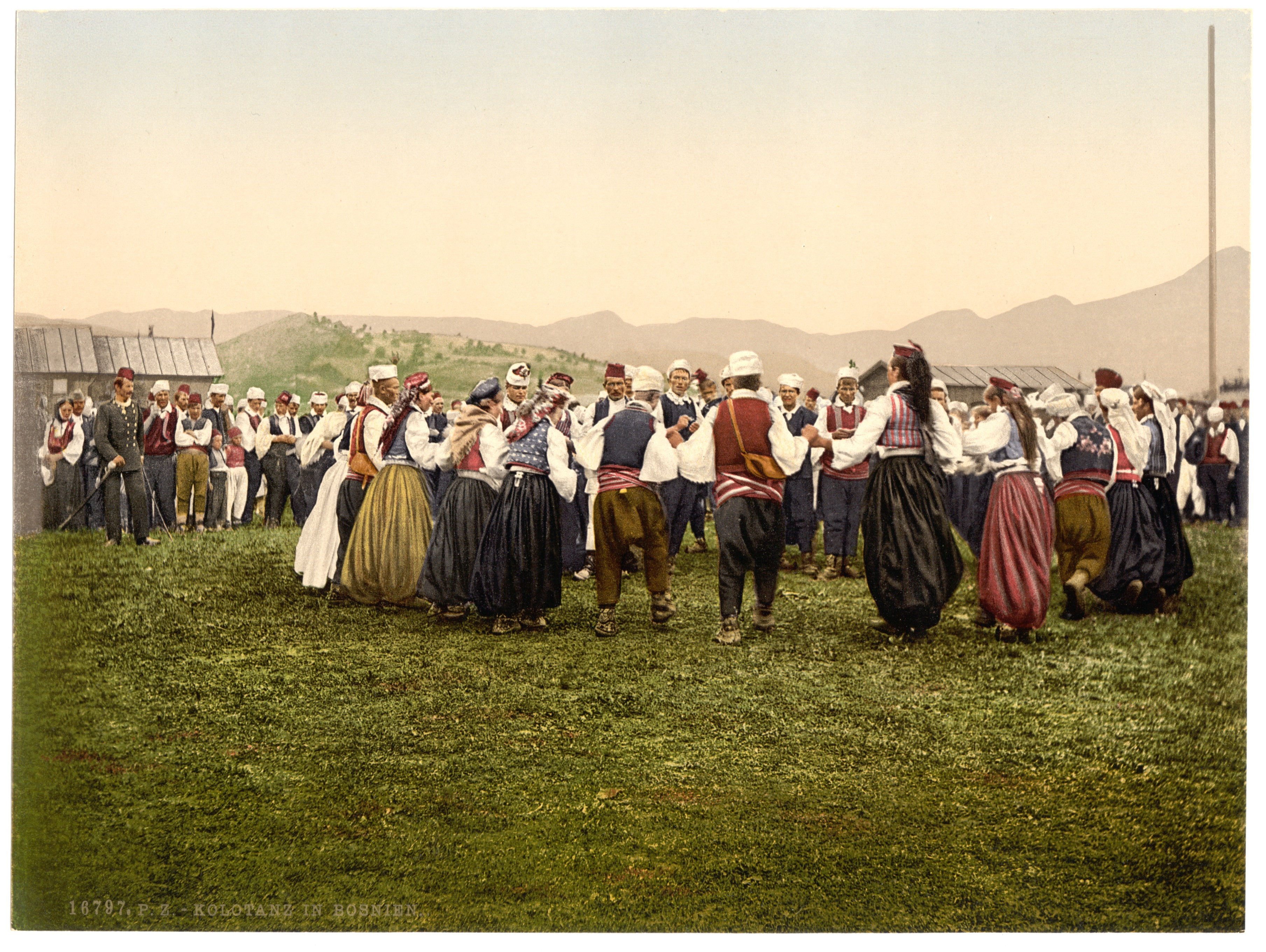
Chłopi z Bośni i Hercegowiny tańczący kolo

Kolo (inne nazwy: choro, oro) to taniec ludowy wywodzący się z antycznych tańców kołowych. Pochodzi z Serbii, popularny jest nadal i na całym Półwyspie Bałkańskim. Wykonywany jest w formie koła. 
Kolo jest zaliczane do najstarszych tańców słowiańskich.